# Lijst van burgemeesters van Stad Delden
Dit is een lijst van burgemeesters van de voormalige Nederlandse gemeente Stad Delden van 1818 tot 2001, toen Stad Delden met de gemeenten Ambt Delden, Diepenheim, Goor en Markelo werd samengevoegd tot de gemeente Hof van Twente.
Van 1844 tot 1969 was de burgemeester van Stad Delden tevens burgemeester van Ambt Delden.

## Burgemeesters van de gemeente Stad Delden
| Ambtsperiode | Naam burgemeester                                          | Partij of stroming | Bijzonderheden                                                 |
| ------------ | ---------------------------------------------------------- | ------------------ | -------------------------------------------------------------- |
| 1818-1843    | Hendrik Jan Averink                                        |                    | was voordien burgemeester van de ongedeelde gemeente Delden    |
| 1844-1845    | mr. Diederik Jan Weerts                                    |                    | eervol ontslag                                                 |
| 1845-1857    | mr. Rudolph Berend Visser                                  |                    | was burgemeester van Hengelo, overleden 27 december 1857       |
| 1858-1863    | mr. Jacob Lijdias van Reede                                |                    |                                                                |
| 1863-1872    | Hermannus Verbeek                                          |                    | overleden 9 maart 1872                                         |
| 1872-1885    | Johan Herman van Erckelens                                 |                    | was burgemeester van Zwartsluis, werd burgemeester van Hasselt |
| 1885-1886    | Antonij Johan ten Cate                                     |                    | overleden 18 december 1886                                     |
| 1887-1895    | mr. Pieter Dozij                                           |                    |                                                                |
| 1895-1920    | jhr. Anton Hendrik Pieter Carel van Suchtelen van de Haare |                    | was burgemeester van Bergambacht; overleden 2 september 1920   |
| 1920-1927    | Joseph Anton Hubert Steinweg                               |                    | was burgemeester van Heumen, werd burgemeester van Roermond    |
| 1927-1929    | Henricus Adrianus Gellius Maria Cremers                    |                    |                                                                |
| 1929-1965    | jhr.mr. Leo Octave Marie van Nispen tot Sevenaer           |                    |                                                                |
| 1965-1969    | Leo (L.H.H.R.) van Wensen                                  |                    | waarnemend burgemeester                                        |
| 1969-1977    | mr. Jan (J.W.M.) Rademaker                                 | KVP                | werd burgemeester van Leusden, ovl. 2009                       |
| 1977-1978    | mr. Willem Henric Enklaar                                  |                    | waarnemend; tevens burgemeester van Holten                     |
| 1978-1985    | drs. Willem Jan Marie Holthuizen                           | VVD                | werd burgemeester van Bussum                                   |
| 1985-1986    | drs. Joop (J.) van der Zwaag                               | PvdA               | waarnemend burgemeester, tevens burgemeester van Goor          |
| 1986-2001    | mr. Jan Drost                                              | VVD                | werd waarnemend burgemeester van Bathmen                       |

## Straatnaamgeving
- In Delden heet het verlengde van de Stationsweg de Van Nispenweg, genoemd naar de voormalige burgemeester. Het huis waar hij aan die weg tot 1985 woonde, heet Bagatelle. De volgende bewoner werd ir. C. Brunt, rentmeester van Twickel van 1953-1985.